# مژکی
مُژَکی یا رامبوتان (به انگلیسی: Rambutan) میوهٔ گیاهی است با نام علمی سرخالوی مژکی ((نام علمی: 'Nephelium lappaceum') و هم‌خانواده با سرخالو و چشالو که سفت و گرد وگاه بیضی و قطر آن سه تا شش سانتی‌متر است که روی خوشه‌های دو تا ده‌تایی قرار دارد؛ پوست آن پوشیده از مژک و معمولاً سرخ است؛ گوشتهٔ آن شفاف و ترد و سفید و گاه مایل به صورتی است و طعمی ترش و شیرین دارد؛ هستهٔ آن قهوه‌ای شفاف و به قطر دو تا سه سانتی‌متر است.
مژکی گیاهی است درختی با اندازه متوسط که مربوط به مناطق گرمسیری و استوایی می‌باشد و در تیره Sapindaceae طبقه‌بندی می‌گردد.

## نگارخانه

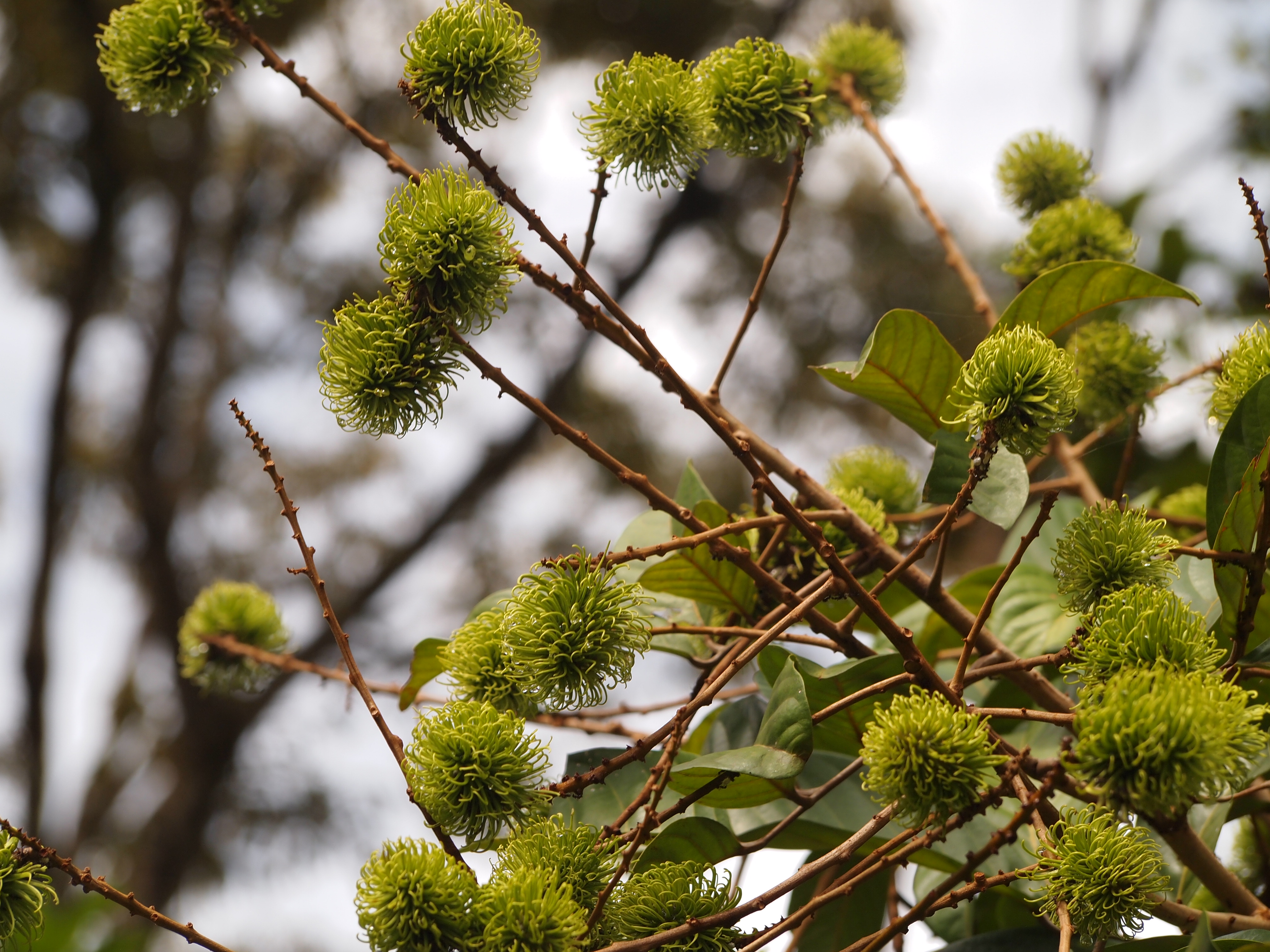
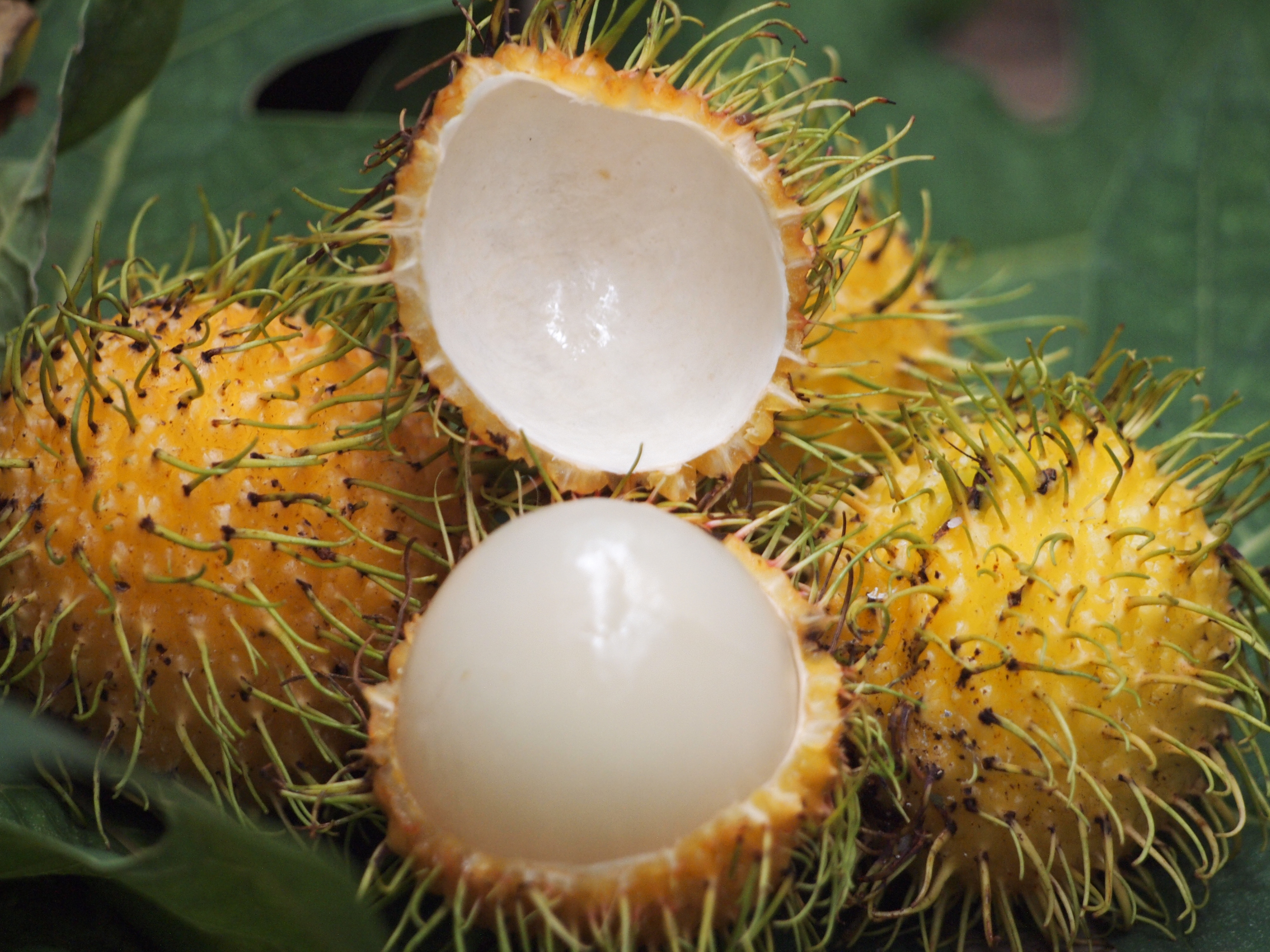
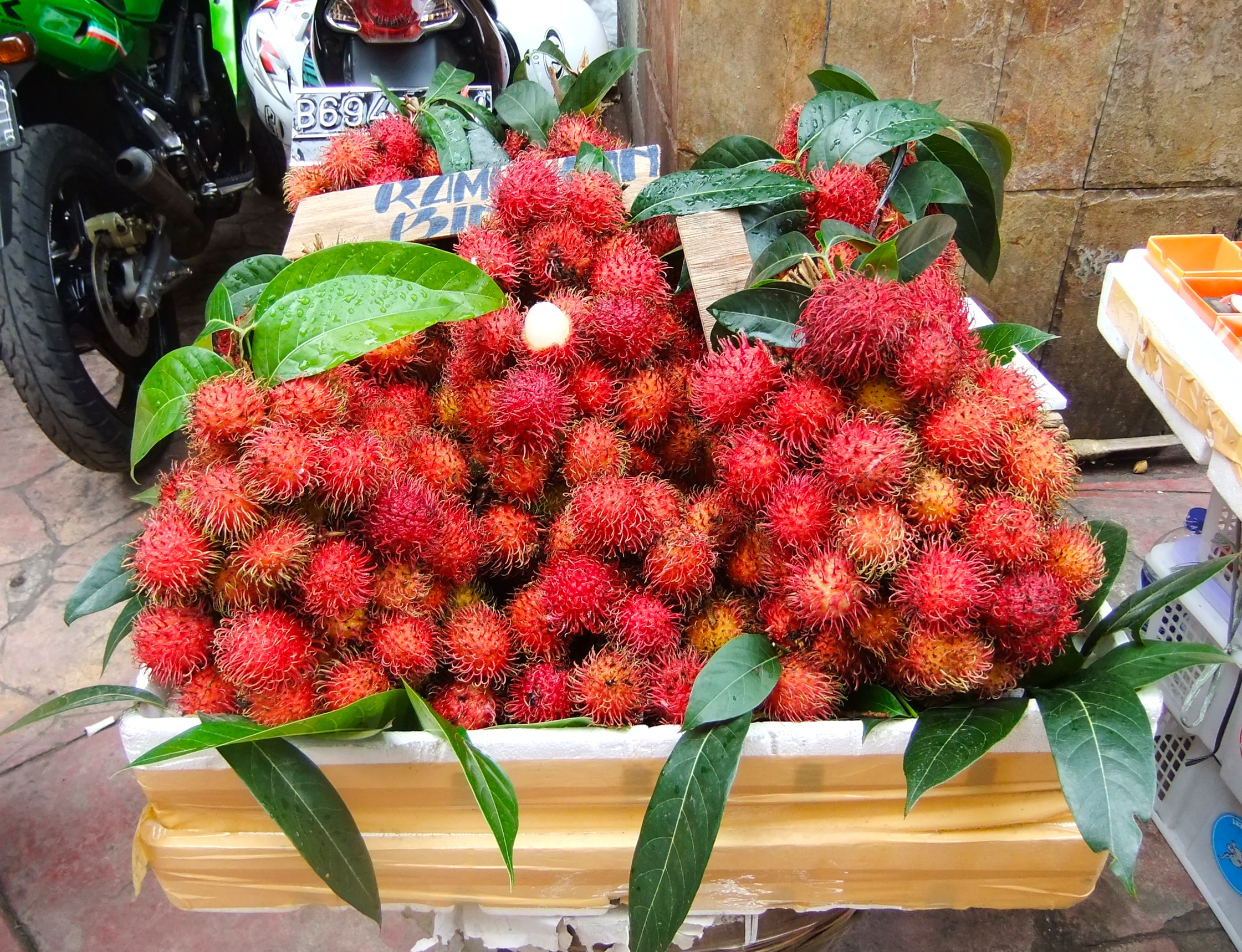
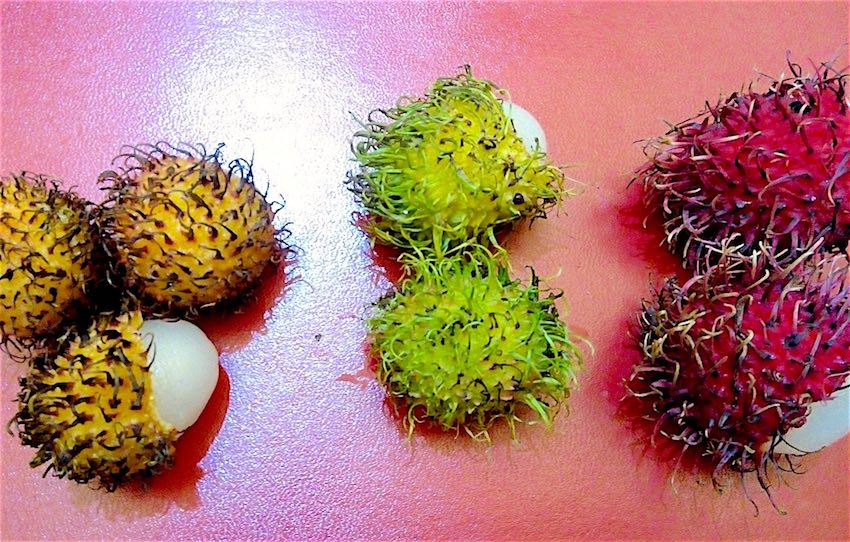